# Latinski jezik
Latinski jezik (ISO 639-3: lat) jest izumrli jezik koji pripada skupini italskih jezika i predak današnjih romanskih jezika. Službeni je jezik Katoličke Crkve.
Premda je sve do 19. stoljeća književni latinski bio službeni jezik u nekim europskim zemljama, s vremenom je potpuno nestao iz javnog govora, što znači kako nema izvornih govornika. No, zahvaljujući dugoj tradiciji antičke rimske književnosti, danas se smatra važnim svjetskim jezikom.
Latinski jezik rabi se od srednjega vijeka i danas u Katoličkoj Crkvi, svim granama suvremene znanosti, kulturi i književnosti. Najdublje je od svih svjetskih jezika utjecao na druge jezike, čak više i od starogrčkoga koji u Europi poslije antike, osobito u Zapadnoj Europi, nije ni po intenzitetu, ni po trajanju imao takav izravan utjecaj.

## Povijest
Izvorno je latinski jezik pokrajine Lacija i grada Rima pa je stoga imao malu dijalektalnu raznolikost.
Najstariji natpis na latinskome datira se u 7. stoljeće prije Krista: Fibula Praenestina (Fibula iz Preneste). Iako je tekst na njoj autentičan arhaičan latinski, sama je fibula vrlo vjerojatno krivotvorina. Stoga se kao pravi najstariji natpis ipak uzima Duenosov natpis iz 7. ili 6. stoljeća prije Krista urezan na posudi za piće. Taj je magijski tekst teško odgonetnuti.
Jako je loše očuvan Lapis Niger (Natpis s Foruma, Crni kamen) iz otprilike 550. godine pr. Kr. Natpis iz Lavinija jest brončana pločica iz 500-ih godina. U temeljima hrama u Satriku (30 kilometara od Rima) nađen je Lapis Satricanus iz 6. stoljeća prije Krista.
Kasnijim prepisivanjem iskrivljeni su Carmen Arvale i Carmen Saliare te Leges XII tabularum (Zakonik dvanaest ploča) iz 5./4. stoljeća.
Prva rimska širenja obuhvatila su Apeninski poluotok gdje je latinski istisnuo lokalne idiome i jezike: već oko 100. godine prije Krista gotovo čitava Italija govori latinski. Kako se od 2. stoljeća rimska vlast počela širiti po čitavom Sredozemlju, tako je i latinski jezik izlazio iz okvira drevne Italije i prerastao u svjetski jezik.
Književni, klasični latinski nije odgovarao govorenomu jeziku ljudi: vulgarnomu latinskom koji je bio kolokvijalni jezik stanovništva, korišten u svakodnevnomu životu. Upravo je ta varijanta predak romanskih jezika.
U razvoju latinskoga jezika odsudnu su ulogu odigrali prvi rimski književnici, ugledajući se na starogrčki jezik, mijenjali i prilagođavali književnomu i filozofskomu izričaju.

## Na hrvatskomu području
Latinski jezik je u mnogočemu odredio kulturološki smjer hrvatske povijesti.
Latinskim jezikom napisani su gotovo svi hrvatski povijesni državno-pravni dokumenti, listine i spomenici na kojima se temelji neprekinuta državnost Hrvatske od 9. stoljeća do danas. Latinskim jezikom Hrvati su se često uspješno suprotstavljali dugotrajnim nasrtajima germanizacije i mađarizacije. Latinski je bio službeni jezik Hrvatskoga sabora.

## Vanjske poveznice
- Ethnologue (15th)
- Ethnologue (16th)
- Wikipedija na latinskom jeziku